# Adolphe Hélière
Adolphe Hélière (* 10. März 1891 in Fécamp; † 14. Juli 1910 in Nizza) war ein französischer Radrennfahrer. Er kam 1910 an einem Ruhetag der Tour de France im Mittelmeer ums Leben.

## Sportliche Laufbahn
Adolphe Hélière war der Sohn eines Eisenbahners; im Alter von 14 Jahren begann er mit dem Radsport. Er lebte bei seinen Eltern in Rennes und arbeitete als Automechaniker, um seine Starts bei regionalen Radrennen finanzieren zu können. Er sei ein „Fahrrad-Fanatiker“, hieß es damals in einer Zeitung. Das beste von ihm bekannte Resultat war Platz 13 beim Rennen Paris-Le Mans im Jahre 1910. Im selben Jahr erfüllte er sich seinen Traum, bei der Tour de France zu starten, wofür er seine gesamten Ersparnisse aufbrachte. Sein Ziel war es, sich durch eine gute Leistung für ein Profi-Team zu empfehlen.
Hélière nahm an der Tour als „Unabhängiger“ (isolé) teil, was bedeutete, dass er seine Ausrüstung, seinen Proviant und seine Übernachtungen selbst organisieren und finanzieren musste. Es heißt, dass die Leser der die Tour organisierenden Radsportzeitschrift L’Auto darauf gewettet hätten, er würde nach drei Etappen aufgeben. Als der mitfavorisierte Fahrer Émile Georget auf der zweiten Etappe stürzte, trug Hélière diesen auf seinen Schultern bis zu einem Haus, wo sie allerdings von dessen Besitzer mit einem Schlagstock vertrieben wurden. Georget gewann die Etappe am Tage darauf. Hélière selbst stürzte auf der sechsten Etappe nach dem Zusammenstoß mit einem Pferd.
Die sechste Etappe der Rundfahrt über 345 Kilometer endete in Nizza, wo Hélière über neuneinhalb Stunden nach dem Etappensieger, der elf Stunden 46 Minuten benötigt hatte, eintraf; er war also über 21 Stunden unterwegs gewesen. Damit belegte er Platz 63 von 70 noch im Rennen befindlichen Fahrern. Da es schon mitten in der Nacht war und er nur noch wenig Geld hatte, legte er sich – wie andere Fahrer auch – zum Schlafen an den Strand. Am Nachmittag des nächsten Tages, einem Ruhetag, kehrte er mit anderen Rennfahrern nach dem Mittagessen an den Strand zurück; es war sehr heiß. Hélière begab sich zum Baden ins Meer und ging unmittelbar unter, mutmaßlich hatte er einen Hitzeschaden und war dehydriert. Eine andere Annahme lautete, er sei mit einer Feuerqualle in Berührung gekommen. Seine Begleiter sagten später aus, er habe aus der Nase geblutet. Trotz sofortiger Rettungsmaßnahmen konnte nur noch der Tod des 19-Jährigen festgestellt werden.
Wegen der großen Hitze wurde Hélière umgehend in Nizza beerdigt. L’Auto zahlte der Familie 100 Francs für die Überführung seiner sterblichen Überreste in die Bretagne. Insgesamt waren jedoch 1000 Francs notwendig, die nach zehn Monaten durch Spenden zusammenkamen. So wurde auf der Radrennbahn von Rennes ein Rennen veranstaltet, dessen Erlöse der Familie Hélière zukamen. Bis zum Zweiten Weltkrieg wurde dort jährlich ein Rennen zu seinen Ehren ausgerichtet.
Adolphe Hélière war der erste Radrennfahrer, der im Laufe einer Tour de France tödlich verunglückte, wenn auch nicht im Rennen selbst.